# Antalyaspor Kulübü
L'Antalyaspor Kulübü, noto semplicemente come Antalyaspor, è una società polisportiva turca con sede ad Adalia, nota principalmente per la sua sezione calcistica, che milita nella Süper Lig, la massima serie del campionato turco di calcio.
Fondata nel 1966, è attiva anche nella pallacanestro, nella pallamano, nel ping pong, nel football americano, nell'atletica, nel ciclismo, nel judo, nella pallanuoto, nel triathlon e nel nuoto. I colori sociali sono il rosso e il bianco.
La squadra di calcio ha vinto due volte il campionato turco di seconda divisione, nel 1981-1982 e nel 1985-1986. È stata finalista di Coppa di Turchia nel 1999-2000, quando fu sconfitta in finale dal Galatasaray per 5-3 dopo i tempi supplementari.

## Storia
L'Antalyaspor Kulübü fu costituito il 2 luglio 1966 sotto la presidenza di Atilla Konuk dalla fusione di tre squadre cittadine, lo Yenikapı SuSpor, l'İlk Işıkspor e il Ferrokromspor e fu immediatamente ammesso alla 1. Lig, la seconda serie turca, dove militò fino al 1982-1983, quando fu promosso per la prima volta in Süper Lig. Rimase in massima serie per due anni, prima della retrocessione in seconda serie patita nella stagione 1984-1985. Tornata in massima serie dopo aver vinto il campionato di TFF 1. Lig del 1985-1986, conobbe una nuova retrocessione l'anno dopo. Rimase in seconda serie sino al 1993-1994, quando, sconfiggendo l'İstanbulspor per 3-2 dopo i tempi supplementari nella finale dei play-off promozione, riguadagnò la massima serie.
Restò in Süper Lig sino al 2001-2002, riuscendo a qualificarsi per due volte alla Coppa Intertoto e per una volta alla Coppa UEFA. La squadra raggiunse inoltre la finale di Coppa di Turchia nel 1999-2000, quando fu sconfitta in finale dal Galatasaray per 5-3 dopo i tempi supplementari. Nella Coppa UEFA 2000-2001 eliminò gli azeri del Gandja nel turno preliminare e nella partita di andata del primo turno sconfisse in casa il Werder Brema per 2-0, ma poi fu eliminata dopo aver perso per 6-0 la gara di ritorno al Weserstadion.
Retrocessa in seconda serie alla fine della stagione 2001-2002, avendo chiuso il campionato un punto sotto la quota salvezza, la squadra ottenne nuovamente la promozione con il secondo posto del 2005-2006. Il 3 dicembre 2006 Pavol Straka segnò il 500° gol dell'Antalyaspor in massima serie. Nel 2006-2007 la squadra conobbe nuovamente la retrocessione in seconda serie, ma nel 2007-2008 tornò in massima serie. Una nuova retrocessione in 1. Lig avvenne alla fine della stagione 2013-2014, ma anche in tal caso la risalita fu immediata. Negli anni ‘10 il club è riuscito a ingaggiare giocatori del calibro di Samuel Eto'o, Lukas Podolski e Samir Nasri.

## Colori e simboli
Il simbolo del club è formato da due lettere maiuscole, la A e la S, che indicano rispettivamente il nome turco della città e "Spor" (che in turco vuol dire "sport"). Tra le due lettere vi è la figura della moschea cittadina, il minareto Yivli, che è uno dei tanti simboli della città di Adalia.

## Allenatori
| Allenatore        | Nazionalità           | da   | a    | Note                         |
| ----------------- | --------------------- | ---- | ---- | ---------------------------- |
| Kadir Giderler    | Turchia (bandiera)    | 1981 | 1982 | Vince 1 TFF 1. Lig           |
| Valeriu Neagu     | Romania (bandiera)    | 1982 | 1983 | Primo allenatore non turco   |
| Orhan Gülmez      | Turchia (bandiera)    | 1983 | 1983 |                              |
| Peter Stubbe      | Germania (bandiera)   | 1983 | 1983 |                              |
| Ali Rıza Şenol    | Turchia (bandiera)    | 1983 | 1983 | ad interim                   |
| Yılmaz Gökdel     | Turchia (bandiera)    | 1983 | 1984 |                              |
| Ali Rıza Şenol    | Turchia (bandiera)    | 1984 | 1984 |                              |
| Orhan Gülmez      | Turchia (bandiera)    | 1984 | 1984 | ad interim                   |
| Zeynel Soyuer     | Turchia (bandiera)    | 1984 | 1985 |                              |
| Adnan Dinçer      | Turchia (bandiera)    | 1985 | 1986 | Vince 1 TFF 1. Lig           |
| Yılmaz Gökdel     | Turchia (bandiera)    | 1986 | 1988 |                              |
| Yılmaz Vural      | Turchia (bandiera)    | 1988 | 1989 |                              |
| Adnan Dinçer      | Turchia (bandiera)    | 1992 | 1993 |                              |
| Erdem Tuğal       | Turchia (bandiera)    | 1993 | 1994 |                              |
| Adnan Dinçer      | Turchia (bandiera)    | 1994 | 1994 |                              |
| Ahmet Akçan       | Turchia (bandiera)    | 1994 | 1995 |                              |
| Ümit Kayıhan      | Turchia (bandiera)    | 1996 | 1997 |                              |
| Metin Ünal        | Turchia (bandiera)    | 1997 | 1997 |                              |
| Şenol Güneş       | Turchia (bandiera)    | 1997 | 1998 |                              |
| Jozef Jarabinský  | Slovacchia (bandiera) | 1998 | 1999 |                              |
| Rüdiger Abramczik | Germania (bandiera)   | 1999 | 2000 | 1 finale di Coppa di Turchia |
| Metin Ünal        | Turchia (bandiera)    | 2000 | 2001 |                              |
| Cezmi Turhan      | Turchia (bandiera)    | 2001 | 2001 |                              |
| Hüseyin Kalpar    | Turchia (bandiera)    | 2001 | 2001 |                              |
| Mehmet Ali Öztürk | Turchia (bandiera)    | 2001 | 2001 | ad interim                   |
| Giray Bulak       | Turchia (bandiera)    | 2001 | 2002 |                              |
| Adnan Dinçer      | Turchia (bandiera)    | 2002 | 2002 |                              |
| Tarık Söyleyici   | Turchia (bandiera)    | 2002 | 2003 |                              |
| Coşkun Demirbakan | Turchia (bandiera)    | 2003 | 2004 |                              |
| Metin Türel       | Turchia (bandiera)    | 2004 | 2005 |                              |
| Adnan Gülek       | Turchia (bandiera)    | 2005 | 2005 | ad interim                   |
| Yılmaz Vural      | Turchia (bandiera)    | 2005 | 2007 |                              |
| Ümit Turmuş       | Turchia (bandiera)    | 2007 | 2007 |                              |
| Raşit Çetiner     | Turchia (bandiera)    | 2007 | 2008 |                              |
| Hikmet Karaman    | Turchia (bandiera)    | 2008 | 2008 |                              |
| Jozef Jarabinský  | Slovacchia (bandiera) | 2008 | 2008 |                              |
| Mehmet Özdilek    | Turchia (bandiera)    | 2008 | 2013 |                              |
| Samet Aybaba      | Turchia (bandiera)    | 2013 | 2014 |                              |
| Fuat Çapa         | Turchia (bandiera)    | 2014 | 2014 |                              |
| Engin Korukır     | Turchia (bandiera)    | 2014 | 2014 |                              |
| Hami Mandıralı    | Turchia (bandiera)    | 2014 | 2015 |                              |
| Yusuf Şimşek      | Turchia (bandiera)    | 2015 | 2015 |                              |
| José Morais       | Portogallo (bandiera) | 2015 | 2016 |                              |
| Rıza Çalımbay     | Turchia (bandiera)    | 2016 | 2017 |                              |
| Leonardo          | Brasile (bandiera)    | 2017 | 2017 |                              |
| Hamza Hamzaoğlu   | Turchia (bandiera)    | 2018 | 2018 |                              |
| Bülent Korkmaz    | Turchia (bandiera)    | 2018 | 2019 |                              |
| Stjepan Tomas     | Croazia (bandiera)    | 2019 | 2019 |                              |
| Tamer Tuna        | Turchia (bandiera)    | 2020 | 2020 |                              |
| Ersun Yanal       | Turchia (bandiera)    | 2020 | 2021 |                              |
| Nuri Şahin        | Turchia (bandiera)    | 2021 | oggi |                              |

## Palmarès

### Competizioni nazionali
- TFF 2. Lig: 2

1981-1982, 1985-1986

### Altri piazzamenti
- Coppa di Turchia:

Finalista: 1999-2000, 2020-2021
Semifinalista: 2009-2010, 2013-2014, 2019-2020
- Supercoppa di Turchia:

Finalista: 2021
- TFF 1. Lig:

Secondo posto: 2005-2006, 2007-2008
Terzo posto: 2014-2015

## Statistiche e record

### Statistiche nelle competizioni UEFA
Tabella aggiornata alla fine della stagione 2018-2019.
| Competizione                  | Partecipazioni | G | V | N | P | RF | RS |
| ----------------------------- | -------------- | - | - | - | - | -- | -- |
| Coppa UEFA/UEFA Europa League | 1              | 4 | 3 | 0 | 1 | 9  | 6  |
| Coppa Intertoto               | 2              | 8 | 3 | 1 | 4 | 9  | 11 |

## Organico

### Rosa 2024-2025
Aggiornata al 22 novembre 2024.
| N. |                                 | Ruolo | Calciatore           |
| -- | ------------------------------- | ----- | -------------------- |
| 2  | Brasile (bandiera)              | D     | Thalisson            |
| 3  | Turchia (bandiera)              | D     | Bahadır Öztürk       |
| 4  | Kosovo (bandiera)               | D     | Amar Gerxhaliu       |
| 5  | Turchia (bandiera)              | C     | Soner Dikmen         |
| 6  | Macedonia del Nord (bandiera)   | C     | Erdal Rakip          |
| 7  | Turchia (bandiera)              | D     | Bünyamin Balcı       |
| 8  | Israele (bandiera)              | C     | Ramzi Safouri        |
| 9  | Argentina (bandiera)            | A     | Adolfo Gaich         |
| 10 | Svezia (bandiera)               | C     | Sam Larsson          |
| 11 | Turchia (bandiera)              | D     | Güray Vural          |
| 12 | Mali (bandiera)                 | C     | Moussa Djenepo       |
| 13 | Bosnia ed Erzegovina (bandiera) | P     | Kenan Pirić          |
| 14 | Turchia (bandiera)              | D     | Emrecan Uzunhan      |
| 16 | Ucraina (bandiera)              | C     | Oleksandr Petrusenko |
| 17 | Turchia (bandiera)              | C     | Erdoğan Yeşilyurt    |
| 18 | Polonia (bandiera)              | C     | Jakub Kałuziński     |

| N. |                                 | Ruolo | Calciatore           |
| -- | ------------------------------- | ----- | -------------------- |
| 20 | Turchia (bandiera)              | C     | Emre Uzun            |
| 21 | Argentina (bandiera)            | D     | Lautaro Giannetti    |
| 22 | Paesi Bassi (bandiera)          | C     | Sander van de Streek |
| 25 | Inghilterra (bandiera)          | C     | Andros Townsend      |
| 27 | Turchia (bandiera)              | D     | Mert Yılmaz          |
| 34 | Turchia (bandiera)              | P     | Doğukan Özkan        |
| 44 | Turchia (bandiera)              | D     | Efecan Gülerce       |
| 58 | Bosnia ed Erzegovina (bandiera) | C     | Deni Milošević       |
| 72 | Turchia (bandiera)              | D     | Harun Toprak         |
| 77 | Germania (bandiera)             | C     | Sinan Gümüş          |
| 81 | Paraguay (bandiera)             | C     | Braian Samudio       |
| 89 | Turchia (bandiera)              | D     | Veysel Sarı          |
| 91 | Turchia (bandiera)              | C     | Burak İngenç         |
| 99 | Turchia (bandiera)              | P     | Kağan Arıcan         |
|    | Turchia (bandiera)              | C     | Mevlüt Han Ekelik    |

### Rosa 2023-2024
Aggiornata al 30 dicembre 2023.
| N. |                                 | Ruolo | Calciatore        |
| -- | ------------------------------- | ----- | ----------------- |
| 1  | Brasile (bandiera)              | P     | Helton Leite      |
| 3  | Turchia (bandiera)              | D     | Cemali Sertel     |
| 4  | Kosovo (bandiera)               | D     | Amar Gerxhaliu    |
| 5  | Turchia (bandiera)              | C     | Mevlüthan Ekelik  |
| 6  | Macedonia del Nord (bandiera)   | C     | Erdal Rakip       |
| 7  | Turchia (bandiera)              | D     | Bünyamin Balcı    |
| 8  | Bosnia ed Erzegovina (bandiera) | C     | Dario Šarić       |
| 10 | Polonia (bandiera)              | A     | Adam Buksa        |
| 11 | Turchia (bandiera)              | D     | Güray Vural       |
| 12 | Turchia (bandiera)              | P     | Doğukan Özkan     |
| 14 | Turchia (bandiera)              | D     | Erkan Eyibil      |
| 16 | Israele (bandiera)              | C     | Ramzi Safouri     |
| 17 | Turchia (bandiera)              | C     | Erdoğan Yeşilyurt |

| N. |                        | Ruolo | Calciatore           |
| -- | ---------------------- | ----- | -------------------- |
| 18 | Polonia (bandiera)     | C     | Jakub Kałuziński     |
| 19 | Turchia (bandiera)     | C     | Ufuk Akyol           |
| 20 | Svezia (bandiera)      | C     | Sam Larsson          |
| 21 | Turchia (bandiera)     | D     | Ömer Toprak          |
| 22 | Paesi Bassi (bandiera) | C     | Sander van de Streek |
| 23 | Turchia (bandiera)     | D     | Mevlüt Han Ekelik    |
| 27 | Algeria (bandiera)     | A     | Houssam Ghacha       |
| 30 | Turchia (bandiera)     | P     | Ataberk Dadakdeniz   |
| 35 | Turchia (bandiera)     | P     | Melih Enes Uygun     |
| 70 | Turchia (bandiera)     | A     | Ege Bilsel           |
| 77 | Germania (bandiera)    | C     | Sinan Gümüş          |
| 89 | Turchia (bandiera)     | D     | Veysel Sarı          |

### Rosa 2022-2023
Aggiornata al 17 gennaio 2023.
| N. |                        | Ruolo | Calciatore      |
| -- | ---------------------- | ----- | --------------- |
| 1  | Turchia (bandiera)     | P     | Doğukan Özkan   |
| 2  | Paesi Bassi (bandiera) | D     | Sherel Floranus |
| 3  | Turchia (bandiera)     | D     | Cemali Sertel   |
| 4  | Kosovo (bandiera)      | D     | Amar Gerxhaliu  |
| 5  | Turchia (bandiera)     | C     | Soner Aydoğdu   |
| 7  | Turchia (bandiera)     | D     | Bünyamin Balcı  |
| 8  | Brasile (bandiera)     | C     | Fernando        |
| 9  | Stati Uniti (bandiera) | A     | Haji Wright     |
| 10 | Polonia (bandiera)     | A     | Adam Buksa      |
| 11 | Turchia (bandiera)     | D     | Güray Vural     |
| 12 | Brasile (bandiera)     | P     | Helton Leite    |
| 13 | Russia (bandiera)      | D     | Fëdor Kudrjašov |
| 14 | Svizzera (bandiera)    | A     | Admir Mehmedi   |
| 16 | Angola (bandiera)      | C     | Fredy           |
| 18 | Senegal (bandiera)     | C     | Alassane Ndao   |
| 19 | Turchia (bandiera)     | C     | Ufuk Akyol      |
| 20 | Svezia (bandiera)      | C     | Sam Larsson     |

| N. |                               | Ruolo | Calciatore          |
| -- | ----------------------------- | ----- | ------------------- |
| 21 | Turchia (bandiera)            | D     | Ömer Toprak         |
| 22 | Giappone (bandiera)           | C     | Shōya Nakajima      |
| 23 | Turchia (bandiera)            | D     | Mevlüt Han Ekelik   |
| 25 | Belgio (bandiera)             | P     | Ruud Boffin         |
| 27 | Algeria (bandiera)            | A     | Houssam Ghacha      |
| 28 | RD del Congo (bandiera)       | D     | Christian Luyindama |
| 30 | Turchia (bandiera)            | P     | Ataberk Dadakdeniz  |
| 35 | Turchia (bandiera)            | P     | Melih Enes Uygun    |
| 36 | Turchia (bandiera)            | A     | Ege Bilsel          |
| 77 | Germania (bandiera)           | C     | Sinan Gümüş         |
| 88 | Turchia (bandiera)            | C     | Hakan Özmert        |
| 89 | Turchia (bandiera)            | D     | Veysel Sarı         |
|    | Turchia (bandiera)            | C     | Doğukan Sinik       |
|    | Turchia (bandiera)            | A     | Bertuğ Yıldırım     |
|    | Filippine (bandiera)          | A     | Gerrit Holtmann     |
|    | Macedonia del Nord (bandiera) | C     | Erdal Rakip         |

## Rosa 2021-2022
| N. |                                 | Ruolo | Calciatore      |
| -- | ------------------------------- | ----- | --------------- |
| 1  | Turchia (bandiera)              | P     | Doğukan Özkan   |
| 2  | Paesi Bassi (bandiera)          | D     | Sherel Floranus |
| 3  | Turchia (bandiera)              | D     | Berat Pınar     |
| 4  | Brasile (bandiera)              | D     | Naldo           |
| 5  | Turchia (bandiera)              | D     | Bahadır Öztürk  |
| 7  | Turchia (bandiera)              | A     | Doğukan Sinik   |
| 8  | Turchia (bandiera)              | C     | Nuri Şahin      |
| 9  | Stati Uniti (bandiera)          | A     | Haji Wright     |
| 10 | Bosnia ed Erzegovina (bandiera) | C     | Deni Milošević  |
| 11 | Turchia (bandiera)              | D     | Güray Vural     |
| 12 | Nigeria (bandiera)              | A     | Paul Mukairu    |
| 13 | Russia (bandiera)               | D     | Fëdor Kudrjašov |
| 14 | Svizzera (bandiera)             | A     | Admir Mehmedi   |
| 15 | Italia (bandiera)               | C     | Andrea Poli     |
| 16 | Angola (bandiera)               | C     | Fredy           |
| 19 | Turchia (bandiera)              | C     | Ufuk Akyol      |

| N. |                       | Ruolo | Calciatore         |
| -- | --------------------- | ----- | ------------------ |
| 20 | Brasile (bandiera)    | C     | Fernando           |
| 21 | Turchia (bandiera)    | C     | Erkan Eyibil       |
| 22 | Turchia (bandiera)    | C     | Harun Alpsoy       |
| 25 | Belgio (bandiera)     | P     | Ruud Boffin        |
| 27 | Algeria (bandiera)    | A     | Houssam Ghacha     |
| 30 | Turchia (bandiera)    | P     | Ataberk Dadakdeniz |
| 32 | Turchia (bandiera)    | A     | Ege Bilsel         |
| 35 | Turchia (bandiera)    | P     | Melih Enes Uygun   |
| 41 | Turchia (bandiera)    | A     | Gökdeniz Bayrakdar |
| 70 | Brasile (bandiera)    | A     | Luiz Adriano       |
| 74 | Turchia (bandiera)    | D     | Doğukan Nelik      |
| 77 | Turchia (bandiera)    | D     | Bünyamin Balcı     |
| 88 | Turchia (bandiera)    | C     | Hakan Özmert       |
| 89 | Turchia (bandiera)    | D     | Veysel Sarı        |
| 99 | Portogallo (bandiera) | P     | Diogo Sousa        |

## Rosa 2019-2020
| N. |                      | Ruolo | Calciatore             |
| -- | -------------------- | ----- | ---------------------- |
| 1  | Turchia (bandiera)   | P     | Yakup Mert Cakir       |
| 3  | Brasile (bandiera)   | D     | Diego Ângelo           |
| 4  | Turchia (bandiera)   | D     | Salih Dursun           |
| 5  | Turchia (bandiera)   | D     | Bahadir Öztürk         |
| 6  | Turchia (bandiera)   | D     | Eren Albayrak          |
| 7  | Turchia (bandiera)   | C     | Doğukan Sinik          |
| 8  | Brasile (bandiera)   | C     | Charles                |
| 9  | Argentina (bandiera) | A     | Gustavo Blanco Leschuk |
| 10 | Angola (bandiera)    | A     | Gelson                 |
| 11 | Germania (bandiera)  | C     | Lukas Podolski         |
| 12 | Nigeria (bandiera)   | C     | Paul Mukairu           |
| 16 | Angola (bandiera)    | A     | Fredy                  |
| 17 | Turchia (bandiera)   | D     | Tarık Çamdal           |
| 19 | Germania (bandiera)  | D     | Ufuk Akyol             |
| 20 | Brasile (bandiera)   | C     | Chico                  |

| N. |                      | Ruolo | Calciatore           |
| -- | -------------------- | ----- | -------------------- |
| 21 | Turchia (bandiera)   | C     | Serdar Özkan         |
| 22 | Turchia (bandiera)   | C     | Harun Alpsoy         |
| 23 | Brasile (bandiera)   | A     | Amilton              |
| 24 | Turchia (bandiera)   | A     | Ege Bilsel           |
| 25 | Belgio (bandiera)    | P     | Ruud Boffin          |
| 28 | Rep. Ceca (bandiera) | D     | Ondřej Čelůstka      |
| 30 | Turchia (bandiera)   | D     | Nazim Sangaré        |
| 35 | Turchia (bandiera)   | P     | Ferhat Kaplan        |
| 41 | Francia (bandiera)   | D     | Aly Cissokho         |
| 88 | Turchia (bandiera)   | C     | Hakan Özmert         |
| 92 | Marocco (bandiera)   | C     | Aatif Chahechouhe    |
| 98 | Turchia (bandiera)   | A     | Harun Kavaklıdere    |
|    | Turchia (bandiera)   | C     | Halil İbrahim Sevinç |
|    | Turchia (bandiera)   | C     | Nuri Şahin           |

## Rosa 2017-2018
| N. |                     | Ruolo | Calciatore        |
| -- | ------------------- | ----- | ----------------- |
| 1  | Turchia (bandiera)  | P     | Ozan Özenç        |
| 3  | Brasile (bandiera)  | D     | Diego Ângelo      |
| 4  | Svizzera (bandiera) | D     | Johan Djourou     |
| 5  | Turchia (bandiera)  | D     | Yusuf Çelik       |
| 6  | Germania (bandiera) | D     | Nazim Sangaré     |
| 7  | Turchia (bandiera)  | C     | Zeki Yıldırım     |
| 8  | Brasile (bandiera)  | C     | Charles           |
| 11 | Brasile (bandiera)  | A     | Maicon            |
| 14 | Marocco (bandiera)  | A     | Moestafa El Kabir |
| 18 | Turchia (bandiera)  | C     | Yekta Kurtuluş    |
| 20 | Brasile (bandiera)  | C     | Chico             |
| 22 | Svizzera (bandiera) | C     | Harun Alpsoy      |
| 23 | Turchia (bandiera)  | D     | Sakıb Aytaç       |

| N. |                      | Ruolo | Calciatore         |
| -- | -------------------- | ----- | ------------------ |
| 24 | Turchia (bandiera)   | C     | Salih Dursun       |
| 25 | Belgio (bandiera)    | P     | Ruud Boffin        |
| 28 | Rep. Ceca (bandiera) | D     | Ondřej Čelůstka    |
| 35 | Turchia (bandiera)   | P     | Ferhat Kaplan      |
| 63 | Turchia (bandiera)   | A     | Deniz Kadah        |
| 70 | Turchia (bandiera)   | D     | Musa Nizim         |
| 77 | Turchia (bandiera)   | A     | Emre Güral         |
| 90 | Belgio (bandiera)    | C     | Danilo             |
|    | Slovenia (bandiera)  | P     | Sašo Fornezzi      |
|    | Serbia (bandiera)    | C     | Milan Jevtović     |
|    | Turchia (bandiera)   | C     | Oğuz Mataracı      |
|    | Turchia (bandiera)   | C     | Hakan Özmert       |
|    | Senegal (bandiera)   | A     | Souleymane Doukara |

## Rosa 2015-2016
| N. |                    | Ruolo | Calciatore     |
| -- | ------------------ | ----- | -------------- |
| 1  | Turchia (bandiera) | P     | Ozan Özenç     |
| 2  | Turchia (bandiera) | D     | Can Arat       |
| 5  | Turchia (bandiera) | C     | Sezer Badur    |
| 6  | Turchia (bandiera) | C     | Oğuz Mataracı  |
| 7  | Turchia (bandiera) | C     | Zeki Yıldırım  |
| 8  | Turchia (bandiera) | C     | Kadir Bekmezci |
| 9  | Camerun (bandiera) | A     | Samuel Eto'o   |
| 11 | Turchia (bandiera) | C     | Emrah Başsan   |
| 13 | Turchia (bandiera) | D     | Gökhan Yilmaz  |
| 14 | Turchia (bandiera) | C     | Ozan İpek      |
| 17 | Camerun (bandiera) | C     | Jean Makoun    |
| 20 | Brasile (bandiera) | C     | Chico          |
| 21 | Turchia (bandiera) | C     | Serdar Özkan   |
| 22 | Ghana (bandiera)   | D     | Samuel Inkoom  |
| 23 | Turchia (bandiera) | D     | Sakıb Aytaç    |

| N. |                      | Ruolo | Calciatore      |
| -- | -------------------- | ----- | --------------- |
| 24 | Camerun (bandiera)   | C     | Lionel Enguene  |
| 25 | Turchia (bandiera)   | D     | Rıdvan Şimşek   |
| 27 | Slovenia (bandiera)  | C     | Dejan Lazarević |
| 28 | Rep. Ceca (bandiera) | D     | Ondřej Čelůstka |
| 31 | Brasile (bandiera)   | D     | Ramon Motta     |
| 32 | Slovenia (bandiera)  | P     | Sašo Fornezzi   |
| 33 | Brasile (bandiera)   | D     | Diego Ângelo    |
| 35 | Turchia (bandiera)   | C     | Erman Kilic     |
| 55 | Turchia (bandiera)   | C     | Oktay Delibalta |
| 65 | Turchia (bandiera)   | D     | Ömer Kandemir   |
| 70 | Brasile (bandiera)   | D     | Charles         |
| 77 | Turchia (bandiera)   | A     | Ömer Sismanoglu |
| 90 | Belgio (bandiera)    | C     | Danilo          |
| 92 | Algeria (bandiera)   | P     | Raïs M'Bolhi    |
| 99 | Camerun (bandiera)   | A     | Mbilla Etame    |

- Allenatore =  José Morais

## Rosa 2013-2014
| N. |                      | Ruolo | Calciatore    |
| -- | -------------------- | ----- | ------------- |
| 1  | Turchia (bandiera)   | P     | Hakan Arıkan  |
| 3  | Turchia (bandiera)   | D     | Emre Güngör   |
| 4  | Brasile (bandiera)   | D     | Wederson      |
| 5  | Turchia (bandiera)   | C     | Zeki Yıldırım |
| 6  | Turchia (bandiera)   | D     | Serkan Balcı  |
| 7  | Turchia (bandiera)   | D     | Musa Nizam    |
| 8  | Turchia (bandiera)   | C     | Uğur İnceman  |
| 10 | Brasile (bandiera)   | A     | Tita          |
| 11 | Turchia (bandiera)   | C     | Emrah Başsan  |
| 19 | Turchia (bandiera)   | D     | Ömer Arslan   |
| 20 | Nigeria (bandiera)   | A     | Isaac Promise |
| 21 | Turchia (bandiera)   | C     | Murat Duruer  |
| 22 | Rep. Ceca (bandiera) | C     | Petr Janda    |

| N. |                     | Ruolo | Calciatore      |
| -- | ------------------- | ----- | --------------- |
| 24 | Turchia (bandiera)  | D     | Deniz Barış     |
| 25 | Turchia (bandiera)  | A     | Emre Torun      |
| 26 | Senegal (bandiera)  | A     | Lamine Diarra   |
| 32 | Slovenia (bandiera) | P     | Sašo Fornezzi   |
| 34 | Turchia (bandiera)  | P     | Polat Keser     |
| 51 | Turchia (bandiera)  | D     | Koray Arslan    |
| 58 | Turchia (bandiera)  | C     | İbrahim Dağaşan |
| 59 | Turchia (bandiera)  | D     | Mehmet Sedef    |
| 77 | Turchia (bandiera)  | C     | Onur Tuncer     |
| 90 | Spagna (bandiera)   | C     | Natxo Insa      |
|    | Turchia (bandiera)  | A     | Köksal Yedek    |
|    | Camerun (bandiera)  | C     | Eyong Enoh      |
|    | Camerun (bandiera)  | D     | Joseph Boum     |

## Rosa 2012-2013
| N. |                      | Ruolo | Calciatore      |
| -- | -------------------- | ----- | --------------- |
| 1  | Turchia (bandiera)   | P     | Hakan Arıkan    |
| 17 | Turchia (bandiera)   | P     | Polat Keser     |
| 33 | Camerun (bandiera)   | P     | Sammy N'Djock   |
| 2  | Turchia (bandiera)   | D     | Ali Tandoğan    |
| 4  | Turchia (bandiera)   | D     | İbrahim Dağaşan |
| 7  | Turchia (bandiera)   | D     | Musa Nizam      |
| 8  | Turchia (bandiera)   | D     | Uğur İnceman    |
| 15 | Turchia (bandiera)   | D     | Ergün Teber     |
| 22 | Rep. Ceca (bandiera) | D     | Petr Janda      |
| 24 | Turchia (bandiera)   | D     | Deniz Barış     |
| 28 | Croazia (bandiera)   | D     | Nikola Žižić    |
| 51 | Turchia (bandiera)   | D     | Koray Arslan    |

| N. |                    | Ruolo | Calciatore      |
| -- | ------------------ | ----- | --------------- |
| 11 | Turchia (bandiera) | C     | Emrah Başsan    |
| 18 | Turchia (bandiera) | C     | Zeki Yıldırım   |
| 32 | Turchia (bandiera) | C     | Murat Akın      |
| 67 | Turchia (bandiera) | C     | Mehmet Boyraz   |
| 6  | Marocco (bandiera) | C     | Ismaïl Aissati  |
| 9  | Turchia (bandiera) | A     | Emre Torun      |
| 10 | Turchia (bandiera) | A     | Melih Gökçek    |
| 20 | Nigeria (bandiera) | A     | Isaac Promise   |
| 25 | Camerun (bandiera) | A     | Xavier Kodjo    |
| 26 | Senegal (bandiera) | A     | Lamine Diarra   |
| 77 | Turchia (bandiera) | A     | Ömer Şişmanoğlu |

## Altri sport
L'Antalyaspor è una polisportiva che comprende, oltre alla squadra calcistica, squadre delle seguenti discipline:
- pallamano
- football americano
- atletica leggera
- pallacanestro
- ciclismo
- judo
- tennistavolo
- pallanuoto
- triathlon
- nuoto

### Football americano
La formazione di football americano, aperta nel 2014, gioca in 2. Lig.

#### Dettaglio stagioni

##### Tornei nazionali

###### 2. Lig
| Stagione | regular season | regular season | regular season | regular season | regular season | regular season | playoff | playoff | playoff | playoff | playoff | playoff    | playoff             |
|          | Vin            | Par            | Per            | Tot            | PF             | PS             | Vin     | Per     | Tot     | PF      | PS      | risultato  | avversaria          |
| -------- | -------------- | -------------- | -------------- | -------------- | -------------- | -------------- | ------- | ------- | ------- | ------- | ------- | ---------- | ------------------- |
| 2017     | 3+?            | 0+?            | 1+?            | 5              | 68+?           | 46+?           | -       | -       | -       | -       | -       | -          | -                   |
| 2018     | 4              | 0              | 2              | 6              | 113            | 63             | 0       | 1       | 1       | 2       | 10      | Semifinale | Hacettepe Red Deers |
| 2019     | 1              | 0              | 3              | 4              | 65             | 81             | -       | -       | -       | -       | -       | -          | -                   |
| 2022     | 3              | 0              | 0              | 3              | 41             | 0              | 1       | 1       | 2       | 31      | 27      | Finale     | İzmir Halcyons      |
| 2023     | 0              | 0              | 3              | 3              | 6              | 67             | -       | -       | -       | -       | -       | -          | -                   |
| Totale   | 11+?           | 0+?            | 9+?            | 21             | 293+?          | 257+?          | 1       | 2       | 3       | 33      | 37      |            |                     |

Fonti: Enciclopedia del Football - A cura di Massimo Mezzetti

#### Riepilogo fasi finali disputate
| Anno          | Luogo  | Evento | Fase del torneo | Incontro                          | Risultato |
| 3 giugno 2018 | Ankara | 2. Lig | Semifinale      | Hacettepe Red Deers - Antalyaspor | 10 - 2    |
| 2 luglio 2022 | Ankara | 2. Lig | Semifinale      | İzmir Halcyons - Antalyaspor      | 21 - 0    |